# SpaceEngine
SpaceEngine est un logiciel planétarium et moteur de jeu basé sur la simulation de l'univers, développé par le programmeur russe Vladimir Romanyuk. Il se base sur les catalogues réels de l'univers connu, mais se sert de la génération procédurale pour créer une représentation complète de l'univers. L'utilisateur peut voyager librement dans l'espace et dans le temps.
SpaceEngine est en statut de développement, une version bêta est disponible sur la plate-forme Windows.
SpaceEngine est tourné vers le réalisme. Les astres réels sont issus de catalogues de référencement, tandis que les galaxies, étoiles et planètes sont générées selon des algorithmes de génération réalistes. Les propriétés de tous les objets, comme la masse, température, l'IST, sont données à l'utilisateur via un affichage tête haute et dans une boîte de dialogue informative. L'utilisateur peut voyager de planètes et leurs satellites vers les amas de galaxies, similairement à d'autres logiciels planétariums comme Celestia. SpaceEngine contient des centaines d'étoiles provenant du catalogue Hipparcos, des galaxies du catalogue NCG et IC, le catalogue Messier, MPC, et NASA Exoplanet Archive. Les exoplanètes découvertes ainsi que les nébuleuses visibles y sont aussi incluses.

## Navigation
La navigation dans l'espace se fait avec la souris et les touches ZQSD et F R. Il est possible de faire varier la vitesse de déplacement depuis des vitesses de l'ordre du m/s, jusqu'à des vitesses permettant de se rendre rapidement d'un amas de galaxies à un autre.
Il existe différents modes de déplacements. Une fonction de déplacement automatique vers l'objet sélectionné est aussi implémentée, permettant entre autres un atterrissage automatique sur les planètes.

## Niveau de détail
Le moteur procédural du logiciel modélise également la surface des objets à des niveaux de détails capables de représenter des cratères larges de quelques mètres seulement. Il est donc possible de se déplacer à vitesse réduite à travers les reliefs d'une planète rocheuse ou d'un astéroïde.
D'un coup de molette de souris, l'utilisateur peut s'écarter rapidement du sol et apprécier la taille imposante de l'objet visité. Ainsi, le niveau de détail de Space Engine permet de bien appréhender la taille des objets célestes.

## Réalité virtuelle
Depuis la version 0.972, il est possible d'utiliser le logiciel avec l'Oculus Rift.

## Développement
La toute première version publique sort en juin 2010, soit 5 ans après le début du développement du jeu.
Puis s'ensuivent les versions 0.9.7.1, 0.9.7.2 et la version 0.9.8.0 le 30 juillet 2016.
Du 30 juillet 2016 à juin 2019 il n'y a pas eu de mise a jour. La version 0.990 est sortie sur Steam en juin 2019,. Cette version apporte de nombreux ajouts et de modifications comme la compatibilité avec la VR.